# Serdar Berdimuhamedow
Serdar Gurbangulyýewiç Berdimuhamedow (in russo: Сердар Гурбангулы́евич Берды́мухамедов; Aşgabat, 22 settembre 1981) è un politico turkmeno, Presidente del Turkmenistan dal 19 marzo 2022.
È il figlio del 2º presidente turkmeno nonché suo predecessore, Gurbanguly Berdimuhamedow.

## Biografia

### Primi anni e istruzione
Serdar Berdimuhamedow nasce ad Aşgabat il 22 settembre 1981 da Gurbanguly Berdimuhamedow e Ogulgerek Berdimuhamedowa ed è l’unico figlio maschio fra i quattro della coppia. Tra il 1987 e il 1997 frequenta la scuola numero 43 di Aşgabat e studia poi all’Università dell’Agricoltura del Turkmenistan dove si laurea come ingegnere tecnologico.

### Carriera lavorativa
Dal luglio al novembre del 2001 lavora nella direzione delle relazioni economiche dell’Associazione della Trasformazione dei Prodotti Alimentari per poi svolgere due anni di servizio militare raggiungendo il grado di colonnello. Finito il servizio militare, ritorna dal 2003 al 2008 all’Associazione della Trasformazione dei Prodotti Alimentari trasferendosi dal precedente dipartimento a quello della frutta, dei vegetali e della birra e vino analcolici.
Dal 2008 al 2011 Berdimuhamedow studia all’Accademia Diplomatica del Ministero degli Affari Esteri della Federazione Russa, ottenendo un diploma in relazioni internazionali e successivamente viene assunto come consigliere dell’ambasciata turkmena a Mosca. Dal 2011 al 2013 studia al Geneva Centre for Security Policy ottenendo un master in sicurezza europea ed internazionale, venendo poi assunto dalla Rappresentanza Permanente del Turkmenistan presso le Nazioni Unite.
Dall’agosto al dicembre 2013 è capo del dipartimento per l’Europa del Ministero degli Affari Esteri del Turkmenistan e dallo stesso anno fino al 2016 diventa vicedirettore dell’Agenzia di Stato per la gestione e l’uso delle risorse di idrocarburi. Dal 2016 al 2017 è a capo del dipartimento per l’informazione internazionale del Ministro degli Affari Esteri turkmeno.
Nel luglio 2015 consegue un dottorato in scienze tecniche all’Accademia Turkmena delle Scienze.

### Carriera politica

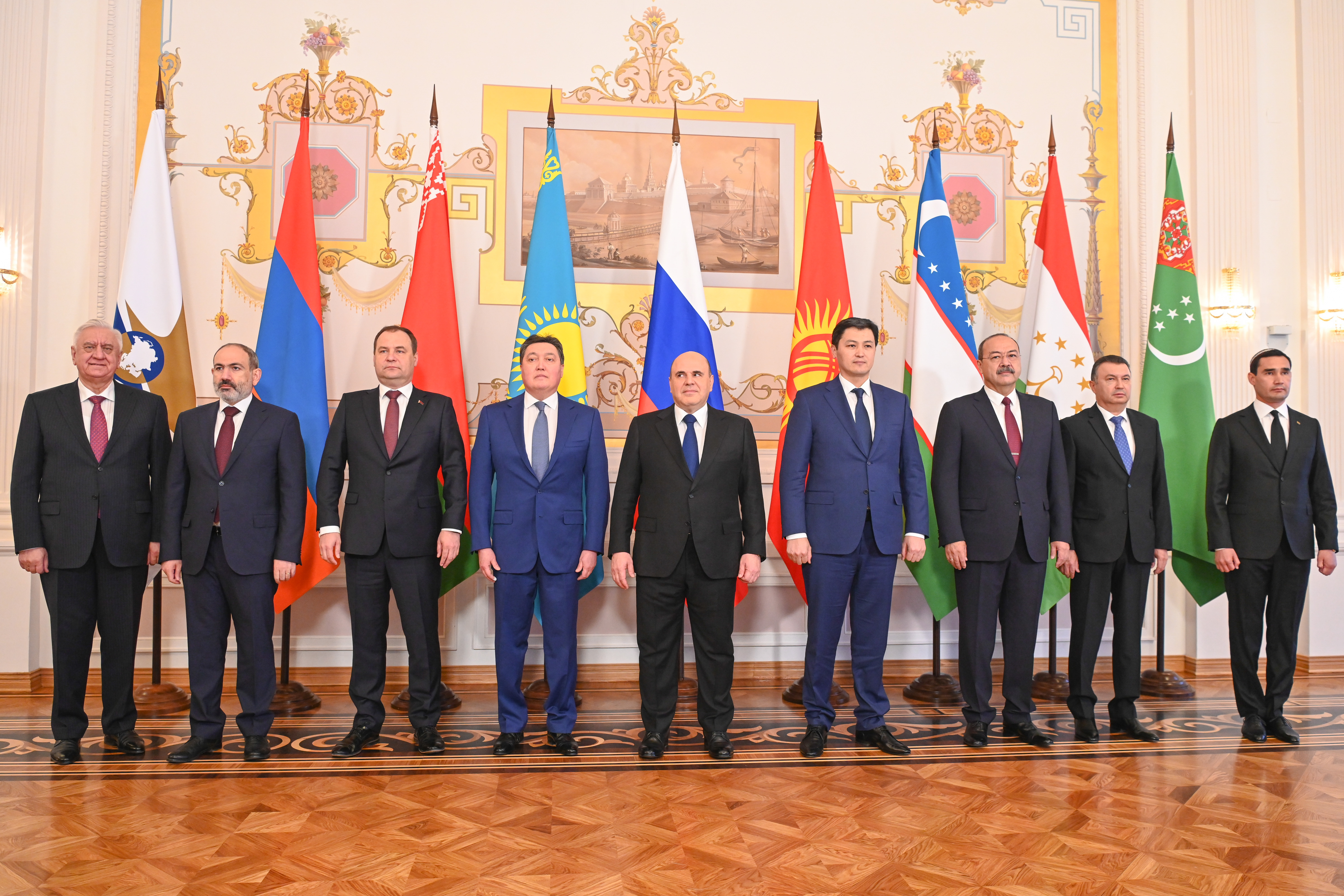
Serdar Berdimuhamedow (ultimo a destra) alla riunione del Consiglio Intergovernativo Eurasiatico del 2021

Nel novembre del 2016 viene eletto all’Assemblea del Turkmenistan come rappresentante del 25º distretto (corrispondente all’area della città di Dushak nella provincia di Ahal), venendo poi rieletto nel marzo 2018 con il 90% dei consensi.
Il 27 ottobre 2017 viene nominato tenente colonnello durante una cerimonia pubblica.
Ottiene il suo primo incarico di governo il 2 aprile 2018, venendo nominato viceministro degli affari esteri.
Nel gennaio 2019 viene nominato vicegovernatore della Provincia di Ahal e nel giugno dello stesso anno viene promosso governatore.
A febbraio 2021 diventa vicepresidente del Consiglio dei Ministri con la nuova delega dell’innovazione e la digitalizzazione e contemporaneamente membro del Consiglio della Sicurezza dello Stato e presidente della Suprema Camera di Controllo del Turkmenistan, mentre nel luglio dello stesso anno vicepresidente del Consiglio dei Ministri con delega all’economia e alla finanze e “problemi economico-bancari ed organizzazioni finanziare internazionali”.
Serdar Berdimuhamedow è inoltre presidente dell’associazione cane da pastore dell'Asia centrale e dell’associazione internazionale dell’allevamento del cavallo Akhal-Teke.
Il 12 febbraio 2022 il Presidente Gurbanguly Berdimuhamedow annuncia elezioni anticipate per il 12 marzo e Serdar Berdimuhamedow viene indicato come il candidato del Partito Democratico del Turkmenistan, alla guida del paese ininterrottamente dall’indipendenza dall’URSS nel 1991.
Alle elezioni presidenziali vince con il 72,97% dei voti secondo quanto stabilito dalla Commissione elettorale centrale, giurando poi il 19 marzo.

## Vita privata
Serdar Berdimuhamedow è sposato ed ha quattro figli.

## Onorificenze

### Onorificenze del Turkmenistan

#### Decorazioni
- Ordine del "Garaşsyz Türkmenistana bolan beýik söýgüsi üçin" (Per il grande amore verso il Turkmenistan indipendente)
- Medaglia Mälikguly Berdimuhamedow
- Türkmenistanyň Garaşsyzlygynyň 25 ýyllygyna (Medaglia giubilare per il 25º anno dell’indipendenza del Turkmenistan)
- Türkmenistanyň Bitaraplygynyň 25 ýyllygyna (Medaglia giubilare per il 25º anno della neutralità del Turkmenistan)

#### Titoli onorifici
- Türkmenistanyň Watan goragçysy (Difensore della Madrepatria Turkmenistan), 2021[25]
- Türkmenistanyň at gazanan itşynasy (Allevatore di cani più meritevole del Turkmenistan), 2021[26][27]